# Rodney Robert Porter
Rodney Robert Porter (Newton-le-Willows, Anglaterra 1917 - Winchester 1985) fou un bioquímic anglès guardonat amb el Premi Nobel de Medicina o Fisiologia l'any 1972.

## Biografia
Va néixer el 8 d'octubre de 1917 a la ciutat de Newton-le-Willows, població situada al comtat anglès de Lancashire. Va estudiar bioquímica a la Universitat de Liverpool, on es graduà l'any 1939, i posteriorment realitzà l'any 1948 el doctorat a la Universitat de Cambridge. Va treballar a l'Institut Nacional de Recerca mèdica entre el 1949 i 1960, moment en el qual fou nomenat professor d'immunologia a la Universitat de Londres i el 1967 professor de bioquímica a la Universitat d'Oxford.
Morí el 6 de setembre de 1985 en un accident de cotxe prop de la ciutat de Winchester, població situada al comtat de Hampshire.

## Recerca científica
Interessat en la recerca dels sistema immunitari, aconseguir determinar l'estructura química exacta dels anticossos gràcies a la utilització de l'enzim papaïna, enzim extret de la papaia que permet el trencament d'aquest anticossos.
L'any 1972 fou guardonat amb el Premi Nobel de Medicina o Fisiologia pel descobriment de l'estructura dels anticossos, premi compartit amb el nord-americà Gerald Edelman.